# カタリナ＝アマリア・ファン・オラニエ＝ナッサウ
カタリナ＝アマリア・ファン・オラニエ＝ナッサウ（Catharina-Amalia van Oranje-Nassau, 2003年12月7日 - ）は、オランダ国王ウィレム＝アレクサンダーの第1子で、オランダ王位の法定推定相続人。称号はオラニエ女公、オラニエ＝ナッサウ公女。全名はカタリナ＝アマリア・ベアトリクス・カルメン・ヴィクトリア（Catharina-Amalia Beatrix Carmen Victoria）で、通常は「アマリア」、公式には「カタリナ＝アマリア」と呼ばれる。

## 人物
2003年12月7日、オラニエ公（当時）ウィレム＝アレクサンダーとその妃であるマクシマ・ソレギエタの間に第一子としてハーグで生まれた。王女の誕生が公にされた後、オランダ国内の4か所で王女の誕生を祝う101発の礼砲が発射された。
洗礼式は2004年6月12日にハーグで行われ、父方の叔父のコンスタンティン王子、母方の叔父のマルティン・ソレギエタ、スウェーデンのヴィクトリア王太子が代父母となった。
また、2010年6月19日にスウェーデンのストックホルム大聖堂で行われたヴィクトリア王太子の結婚式では、ノルウェーのイングリッド・アレクサンドラ王女、デンマークのクリスチャン王子と共にブライズメイドを務めた。
趣味はフィールドホッケー、バレエ、乗馬、ヴァイオリン、柔道。
2002年1月25日に出された王令により、カタリナ＝アマリアはオランダ王女（Prinses der Nederlanden）およびオラニエ＝ナッサウ公女（prinses van Oranje-Nassau）の称号と殿下（Koninklijke Hoogheid）の敬称を持つ。
2013年、ウィレム＝アレクサンダーの国王即位に伴い王位の法定推定相続人としてオラニエ女公（Prinses van Oranje）となった。

## 教育
2007年にヴァッセナールのBloemcampschoolに入学し、初等教育を受けた。 2015年からはハーグのChristelijk Gymnasium Sorghvlietで大学準備中等教育を受け、卒業前の最終試験では優秀な成績を収めた。2021年6月に同校を卒業後ギャップイヤーを取っていたが、2022年の秋よりアムステルダム大学で政治学、心理学、法学、経済学を専攻することがオランダ王室より発表された。